# 小行星5693
小行星5693（英語：5693）是一颗围绕太阳公转的小行星。1993年3月3日，太空监视在基特峰发现了此天体。
这颗小行星的绝对星等为258.8191934970265等。